# 迈克尔·R·西尔弗曼
迈克尔·R·西尔弗曼（1943年10月7日—）是一位美国微生物学家，毕业于内布拉斯加大学和聖地牙哥加利福尼亞大學，2021年与邦尼·巴斯勒因在群体感应方面的成就共同获得保罗·埃尔利希和路德维希·达姆施泰特奖。